# Міхал Греус
Міхал Греус (словац. Michal Hreus; народився 9 березня 1973 у м. Жиліна, ЧССР) — словацький хокеїст, центральний нападник. 
Виступав за «Спарта» (Прага), «Маддогс Мюнхен», «Адлер Мангейм», «Крефельд Пінгвін», ХК «36 Скаліца», «Слован» (Братислава), «Лукко» (Раума), МсХК «Жиліна», «Літвінов», МсХК «Жиліна».
У складі національної збірної Словаччини провів 43 матчі (9 голів); учасник чемпіонату світу 2000. 
Срібний призер чемпіонату світу (2000). Чемпіон Словаччини (2000, 2006, 2007, 2008).